# アレシュ・マテユ
アレシュ・マテユ（Aleš Matějů、1996年6月3日 - ）は、チェコ・中央ボヘミア州プシーブラム出身のサッカー選手。チェコ代表。ヴェネツィアFC所属。ポジションはDF。

## クラブ経歴

### チェコ時代
地元のクラブである1. FKプシーブラムでサッカーキャリアをスタートさせる。2014年8月30日、ボヘミアンズ1905との対戦でフォルトゥナ・リガデビューを果たした。
2015年7月、国内屈指の強豪であるFCヴィクトリア・プルゼニへと移籍し、2015-16シーズンにフォルトゥナ・リガとチェコ・スーパーカップのタイトルを獲得したが、翌シーズンに、ラディム・レツニクにポジションを奪われた。

### ブライトン
2017年8月4日、プレミアリーグのブライトン・アンド・ホーヴ・アルビオンFCへ3年契約で移籍した。しかし、1年目はまったく出場機会を得られず、2年目の2018-19シーズンは当時セリエBに在籍していたブレシア・カルチョへと買い取りオプション付きでレンタル移籍した。

### ブレシア
レンタルでの1年目は、試合のレギュラーとして活躍し、チームのセリエB優勝並びにセリエA昇格に貢献した。その後、ブレシア側は買い取りオプションを行使した。

### ヴェネツィア
2022年2月10日、ブレシア・カルチョとの契約を解除した後、ヴェネツィアFCに2年延長オプション付きのシーズン終了までの契約を結んだ。

## 代表経歴
2020年10月7日、キプロス代表との親善試合で代表初出場。

## 個人成績
2019年12月19日現在
| クラブ          | シーズン     | リーグ             | リーグ | リーグ | カップ | カップ | リーグ・カップ | リーグ・カップ | その他 | その他 | 通算 | 通算 |
| クラブ          | シーズン     | ディビジョン       | 出場   | 得点   | 出場   | 得点   | 出場           | 得点           | 出場   | 得点   | 出場 | 得点 |
| --------------- | ------------ | ------------------ | ------ | ------ | ------ | ------ | -------------- | -------------- | ------ | ------ | ---- | ---- |
| プシーブラム    | 2014-15      | フォルトゥナ・リガ | 15     | 1      | 0      | 0      | —              | —              | —      | —      | 15   | 1    |
| プルゼニ        | 2015-16      | フォルトゥナ・リガ | 17     | 0      | 6      | 1      | —              | —              | 2      | 0      | 25   | 1    |
| プルゼニ        | 2016-17      | フォルトゥナ・リガ | 18     | 0      | 1      | 0      | —              | —              | 8      | 1      | 27   | 1    |
| プルゼニ        | 通算         | 通算               | 35     | 0      | 7      | 1      | —              | —              | 10     | 1      | 52   | 2    |
| ブライトン      | 2016-17      | プレミアリーグ     | 0      | 0      | 0      | 0      | 2              | 0              | —      | —      | 2    | 0    |
| ブレシア (loan) | 2018-19      | セリエB            | 22     | 0      | 1      | 0      | —              | —              | —      | —      | 23   | 0    |
| ブレシア        | 2019-20      | セリエA            | 12     | 0      | 1      | 0      | —              | —              | —      | —      | 13   | 0    |
| キャリア通算    | キャリア通算 | キャリア通算       | 84     | 1      | 9      | 1      | 2              | 0              | 10     | 1      | 105  | 3    |

## タイトル

### クラブ
FCヴィクトリア・プルゼニ
- フォルトゥナ・リガ : 1回 (2015-16)
- チェコ・スーパーカップ : 1回 (2015-16)

ブレシア・カルチョ
- セリエB : 1回 (2018-19)